# Regeringen Donald Trump II
Regeringen Donald Trump II er USA's aktuelle regering under Donald Trumps anden præsidentperiode som USA's 47. præsident. Regering tiltrådte den 20. januar 2025. Præsidenten har beføjelser til at nominere medlemmer af sin regering til godkendelse i Senatet i henhold til udnævnelsesklausulen i USA's forfatning.

## Sammensætning
| Portræt                           | Titel                                                            | Navn                              | Periode         | Periode  |
| Portræt                           | Titel                                                            | Navn                              | Tiltrådt        | Fratrådt |
| --------------------------------- | ---------------------------------------------------------------- | --------------------------------- | --------------- | -------- |
| Donald J. Trump                   | Præsident                                                        | Donald Trump                      | 20. januar 2025 |          |
| J.D. Vance                        | Vicepræsident                                                    | J.D. Vance                        | 20. januar 2025 |          |
| Ministre                          |                                                                  |                                   |                 |          |
| Marco Rubio                       | Udenrigsminister                                                 | Marco Rubio                       | 20. januar 2025 |          |
| Scott Bessent                     | Finansminister                                                   | Scott Bessent                     | 28. januar 2025 |          |
| Pete Hegseth                      | Forsvarsminister                                                 | Pete Hegseth (nomineret)          |                 |          |
| Pam Bondi                         | Justitsminister                                                  | Pam Bondi (nomineret)             |                 |          |
| Doug Burgum                       | Indenrigsminister                                                | Doug Burgum (nomineret)           |                 |          |
| Brooke Rollins                    | Landbrugsminister                                                | Brooke Rollins (nomineret)        |                 |          |
| Howard Lutnick                    | Handelsminister                                                  | Howard Lutnick (nomineret)        |                 |          |
| Lori Chavez-DeRemer               | Beskæftigelsesminister                                           | Lori Chavez-DeRemer (nomineret)   |                 |          |
| Robert F. Kennedy Jr.             | Sundhedsminister                                                 | Robert F. Kennedy Jr. (nomineret) |                 |          |
| Scott Turner                      | Bolig- og byudviklingsminister                                   | Scott Turner (nomineret)          |                 |          |
| Sean Duffy                        | Transportminister                                                | Sean Duffy (nomineret)            |                 |          |
| Chris Wright                      | Energiminister                                                   | Chris Wright (nomineret)          |                 |          |
| Linda McMahon                     | Undervisningsminister                                            | Linda McMahon (nomineret)         |                 |          |
| Doug Collins                      | Krigsveteranminister                                             | Doug Collins (nomineret)          |                 |          |
| Kristi Noem                       | Sikkerhedsminister                                               | Kristi Noem (nomineret)           |                 |          |
| Andre med rang på regeringsniveau |                                                                  |                                   |                 |          |
| Susie Wiles                       | Det Hvide Hus' stabschef                                         | Susie Wiles                       | 20. januar 2025 |          |
| Elise Stefanik                    | FN-ambassadør                                                    | Elise Stefanik (nomineret)        |                 |          |
| Lee Zeldin                        | Chef for det nationale miljøagentur (EPA)                        | Lee Zeldin (nomineret)            |                 |          |
| Russell Vought                    | Chef for Office of Management and Budget (OMB)                   | Russell Vought (nomineret)        |                 |          |
|                                   | Leder af Office of the United States Trade Representative (USTR) | Jamieson Greer (nomineret)        |                 |          |
| Tulsi Gabbard                     | Chef for USA's efterretningsfællesskab                           | Tulsi Gabbard (nomineret)         |                 |          |
|                                   | Chef for CIA                                                     | John Ratcliffe (nomineret)        |                 |          |
|                                   | Formand for Rådet af Økonomiske Rådgivere (CEA)                  | TBA                               |                 |          |
|                                   | Leder af Small Business Administration (SBA)                     | Kelly Loeffler (nomineret)        |                 |          |